# Dystrophisation
La dystrophisation est l'état extrême de l'eutrophisation, qui se traduit par la mort des organismes animaux et végétaux supérieurs pour cause d'anoxie du milieu. 

Dans le sud de la France (dans la région de l'étang de Thau notamment) ces crises de dystrophisation sont dénommées « malaïgues »,,.

## Processus
La dystrophisation a principalement lieu dans les étendues d'eau fermées.
Dans les mares et étangs :
- les bactéries aérobies et les algues pullulent à la suite d'un apport excessif de matières organiques biodégradables, lui-même engendré par un excès de nutriment. Les algues s'accumulent naturellement en surface où l'ensoleillement est le plus important ;
- les bactéries (et le zooplancton constitué des organismes animaux qui dans un premier temps les mangent) appauvrissent rapidement le milieu en oxygène dissous (vases, eau), notamment la nuit quand la photosynthèse est inactive et que les plantes et les autres organismes consomment l'oxygène dissous et expirent du CO2. Les organismes présents meurent et la quantité de biomasse morte est en constante augmentation. La capacité de recyclage du milieu étant devenue faible, on observe une apparition d'opacification de l'étendue d'eau[5] ;
- la hausse du taux de CO2 et de nutriments provoque un développement encore plus important de phytoplancton et/ou d’algues de surface, qui vont faire obstacle à la pénétration du soleil et des UV dans l’eau ;
- les organismes aérobies meurent dans les couches les plus profondes, en libérant du CO2, du méthane, de l'azote et du phosphore qui vont encore enrichir le milieu et accélérer le processus qui va alors s'auto-entretenir (Une partie de l'azote s'évapore, mais le phosphore reste mobilisable dans l'eau et entretient la dystrophisation) ;
- le zooplancton, les organismes mobiles (poissons, amphibiens, invertébrés) ayant disparu, alors que la capacité du vent à oxygéner et brasser les couches d'eau diminue aussi, et une couche chaude s’étant formée en surface, les eaux profondes ne se ré-oxygènent plus (effet thermocline + brassage réduit des eaux) ;
- après un certain temps, seules les bactéries anaérobies survivent dans une vase noire et putride. La fermentation qu’elles y entretiennent dégage des gaz tels que l’hydrogène sulfuré, l’ammoniac et le méthane, défavorables aux formes de vie non spécifiques à cet environnement.

Les apports de nutriments agricoles ou issus de l'érosion des sols sont souvent clairement en cause. Mais localement, l’immersion ancienne de déchets, militaires notamment (munitions immergées, explosifs à base de nitrates) pourraient également être en cause ou aggraver le phénomène, en mer Baltique notamment, mais aussi sur la façade ouest de l'Europe (voir carte centrale du rapport OSPAR).

## Solutions
Dans la nature, il existe des phénomènes servant à réguler cette eutrophisation extrême.
Le brassage est un phénomène rare et naturel surtout présent lors des hivers très froids. Les eaux de surface étant refroidies et donc plus denses vont plonger en profondeur. Chargées en oxygène, elles vont oxygéner les profondeurs des étendues d'eau.
Pour limiter ou combattre la dystrophisation, il faut :
1. Stopper la source de nutriments eutrophisants ;
2. Exporter les végétaux qui pullulent en surface, en veillant à ce que, par lessivage, les nutriments qu'ils contiennent ne reviennent pas dans l'eau.

En observant les phénomènes de régulation de la nature pour lutter contre la dystrophisation, l'Homme a eu recours à des solutions inspirées de cette dernière. 
L'oxygénation mécanique ou par bulleur du milieu peut accélérer le processus d'épuration, contribuant aussi au mélange des couches.
L'exportation des vases peut aussi faire partie du processus, mais il est plus coûteux.

## Dans les estuaires
- Le phénomène peut exister au cœur de certains estuaires, dans le bouchon vaseux qui est souvent touché par l'eutrophisation, laquelle dans une certaine mesure et à certaines époques est naturelle. C'est par exemple le cas à la suite des apports fluviaux à l'automne ou après de violentes pluies avec inondations. Mais l'imperméabilisation et l'agriculture ont exacerbé ces phénomènes.

## Dans la mer et les océans
- Dans les zones côtières qui reçoivent un fort approvisionnement en matières organiques (dû aux algues) et dont le renouvellement en eaux est faible, le risque de dystrophisation est très élevé. Le phénomène semble devenir de plus en plus fréquent, prenant des formes différentes dans les mers fermées et dans les golfes ou baies où l'eau est peu renouvelée, où se produisent alors des blooms planctoniques accompagnés de conditions d'anoxie. Le risque est le plus élevé dans les zones où les apports de nutriments agricoles à partir des estuaires ou des pluies (azote dissous) sont excessifs.
- Les océans étant des zones ouvertes, la plupart des espèces absentes ne sont pas mortes mais ont plutôt été amenées à migrer pour fuir ces zones en manque d'oxygène. En revanche, les espèces immobiles (coquillages, colonies...) y meurent.

Dans les cas extrêmes se forment des zones mortes pouvant atteindre des dizaines de kilomètres carrés, voire bien plus. L'Organisation des Nations unies a identifié dans le monde une centaine de ces « Dead Zones » où de vastes surfaces sont parfois concernées. En 2003, 400 zones mortes réparties sur 245 000 m2 ont été répertoriées. On les retrouves dans les régions suivantes : le Pacifique du sud, les côtes de la Namibie, la mer Baltique et dans le golfe du Mexique . En 2007, la plus vaste est celle du golfe du Mexique avec un record d'environ 22 000 km2.

## Agrocarburants et dystrophisation
Un rapport du Conseil national de la recherche des États-Unis intitulé « Water Implications of Biofuels Production» estime que la promotion des biocarburants se traduira par une utilisation accrue d'engrais et de pesticides, ce qui aurait une incidence sur la qualité de l'eau des nappes phréatiques, les rivières et les eaux côtières et marines en aval des estuaires.
Selon ce rapport, le maïs, de plus en plus cultivé dans le bassin du Mississippi est la plante la plus utilisée aux États-Unis pour produire des agrocarburants. Il est souvent irrigué et toujours très consommateur d’eau. C’est aussi la culture (hormis le maïs-bio, non utilisé pour les agrocarburants) qui reçoit le plus d’engrais et de pesticides à l’hectare (plus que le soja et la plupart des autres herbacées).  
La demande en agrocarburant va pousser les agriculteurs à en planter plus encore, ce qui se traduira par une augmentation de la pollution de l'eau et de l’eutrophisation générale des écosystèmes, qui risque d’accélérer la baisse de la biodiversité dans ces zones, ce qui contredit les engagements de la convention de Rio sur la biodiversité et de réduction de la perte de biodiversité à l’échéance 2010 en Europe.

Le rapport propose quelques moyens d’atténuer ces problèmes (par exemple grâce à des cultures pérennes, ou systèmes de polyculture-prairies qui retiennent le sol et pompent ses éléments nutritifs bien mieux que la plupart des cultures en rangs comme le maïs. 
Un autre rapport récent du Conseil de la recherche, a porté sur la « qualité de l'eau du fleuve Mississippi au regard de la Loi sur l'eau : progrès, défis et opportunités ». Il recommande que l'Agence de protection de l'environnement des États-Unis (EPA) et le département de l'Agriculture des États-Unis (USDA) coopérèrent mieux pour réduire les impacts de l'agriculture sur la qualité de l'eau du Mississippi et du nord du golfe du Mexique. 
La pullulation de certaines espèces primitives de bactéries ou de plancton produisant des toxines peut aussi exacerber des phénomènes de mortalité qui aggravent encore les effets de l'anoxie.